# Veličná
Veličná este o comună slovacă, aflată în districtul Dolný Kubín din regiunea Žilina. Localitatea se află la altitudinea de 462 m deasupra n.m., se întinde pe o suprafață de 29,302 km2 și în 2017 număra 1.273 de locuitori.

## Istoric
Localitatea Veličná este atestată documentar din 1272.

## Demografie
| An:                | 1994 | 2004    | 2014    | 2024    |
| ------------------ | ---- | ------- | ------- | ------- |
| Număr de persoane: | 731  | 870     | 1136    | 1616    |
| Diferență:         |      | +19,01% | +30,57% | +42,25% |

| An:                | 2023 | 2024   |
| ------------------ | ---- | ------ |
| Număr de persoane: | 1577 | 1616   |
| Diferență:         |      | +2,47% |